# Литовські традиційні хрести

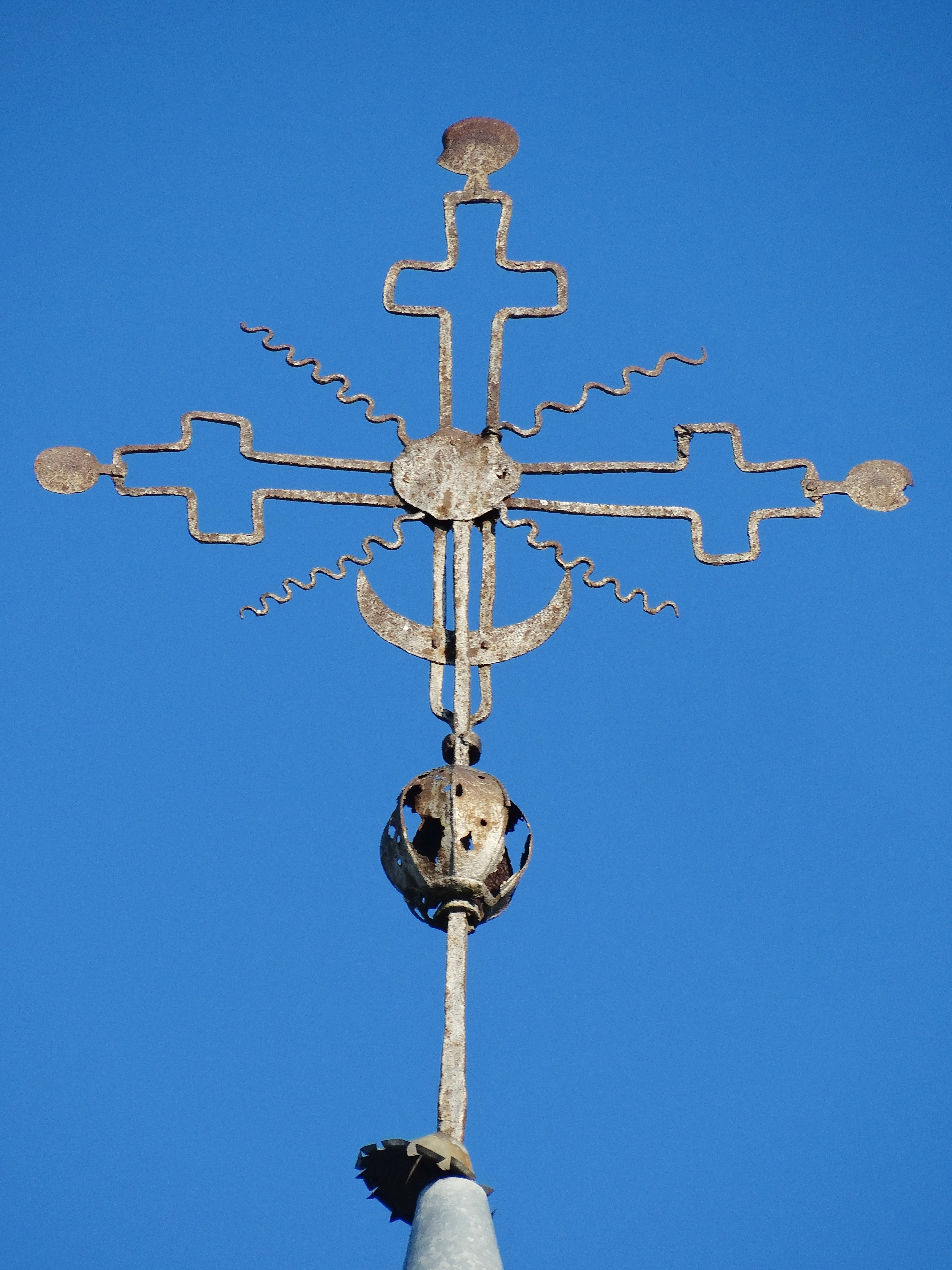
Серекіяй церковний хрест

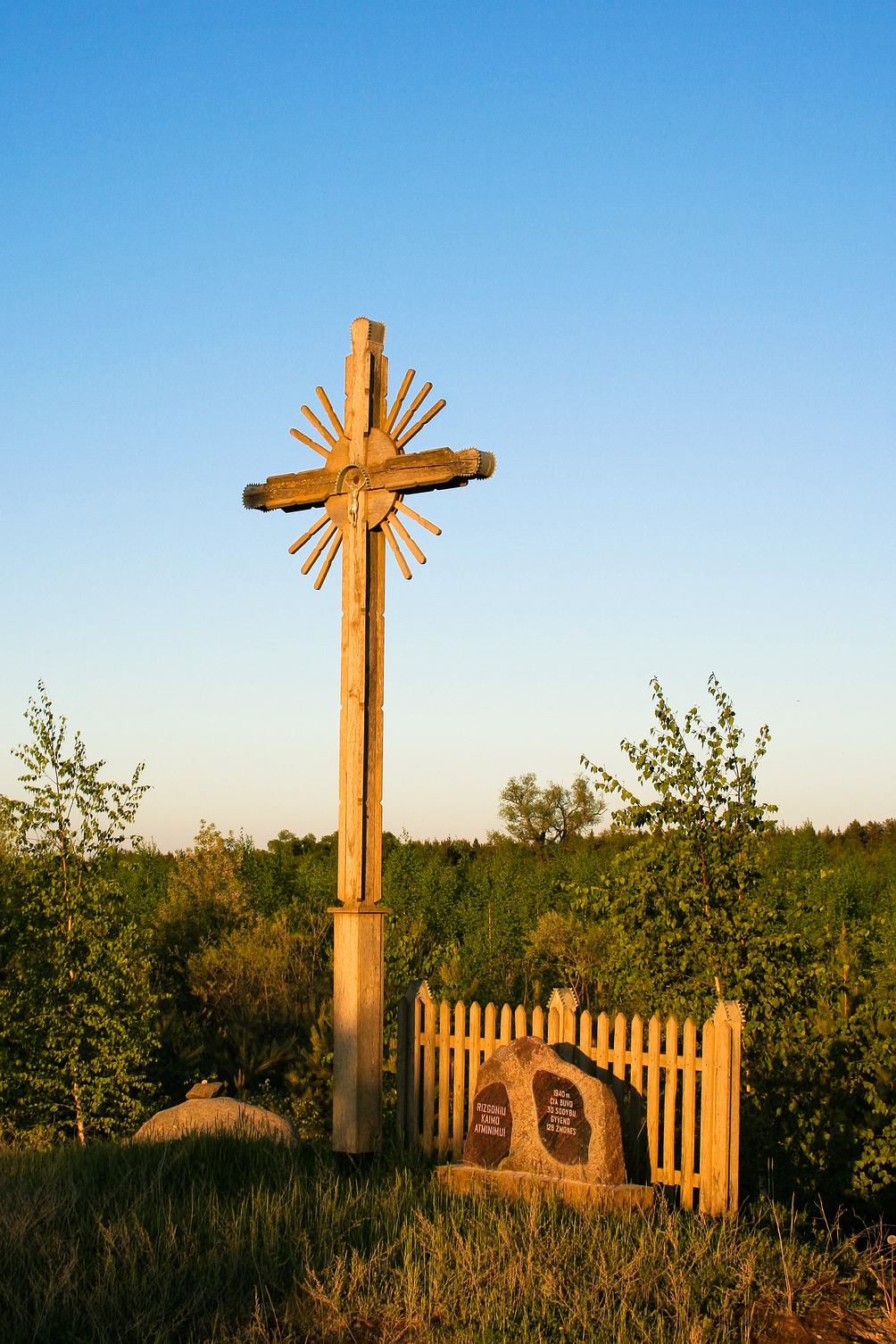
Литовські традиційні хрести

Литовські традиційні хрести або Криждірбисте (лит. Kryždirbystė) — традиційне литовське мистецтво обробки і прикраси хрестів. Включене ЮНЕСКО до Списку нематеріальної культурної спадщини людства.
Виготовлення хрестів становить важливу частину литовської культури. Хоча в даний час вони пов'язані з католицькою релігією — традиційною релігією литовців — криждірбисте бере початок з дохристиянських вірувань цього народу і пов'язане з язичницькими стовпами, що символізують світове дерево.
Зазвичай хрести вирізаються з дуба, іноді містять також металеві елементи. Майстри, які виготовляли хрести, були бродячими ремісниками і пересувалися по всій країні. Найзнаменитішим різьбярем хрестів був Вінцас Свірскіс (1835-1916), від якого збереглося близько 50 хрестів.
Криждірбисте ставили біля доріг, на кладовищах, біля будинків, а також близько церков. Хрести могли поєднувати елементи архітектури, скульптури, живопису та художньої ковки і були заввишки від одного до п'яти метрів. Часто литовські хрести містять символи сонця, геометричні символи, зображення рослин, птахів, а також дерева життя. Іноді біля них ставлять невеликі статуї. Хрести зустрічаються по всій Литві, але їх особливо багато в Жемайтії, Аукштайтії і Дзукії.
Біля Шяуляя знаходиться «Гора Хрестів» — пагорб, на якому встановлені близько 50 тисяч хрестів.